# Kilien Stengel
Kilien Stengel, né le 21 mars 1972 à Nevers, est un auteur gastronomique, chercheur en sciences de la communication spécialiste de l'alimentation. 
Après une carrière dans la restauration, il est enseignant à l'université de Tours, au sein de l'Institut européen d'histoire et des cultures de l'alimentation, .

## Biographie
Originaire de Clamecy en Bourgogne, il vit en Touraine. Son aïeul tenait l'auberge Florent Stengel à Strasbourg, puis le Gasthaus, voisin des Brasseries Kronenbourg, tandis que son grand-oncle était propriétaire d'une chaîne d'épiceries fines, et ses grand-père et père organisaient des banquets philanthropiques et des distributions de colis alimentaires à la Gigouillette. 
À l'aide d'un CAP, il fait carrière en qualité de sommelier et maître d'hôtel en Relais & Châteaux étoilés Michelin. D'abord apprenti chez Marc Meneau à Vézelay en 1988, où il est serveur particulier de Serge Gainsbourg, il travaille à l'auberge des Templiers, chez Christophe Cussac à Tonnerre, chez Jacques Lameloise à Chagny, au Gidleigh Park (en), à l'hôtel George-V et à l'hôtel Nikko. Il participe au lancement des produits alimentaires pour spationautes BALEME-Cuisine de l'extrême, en 1989, avec Patrick Baudry). 
En 1996, il devient hôtelier-restaurateur (enseigne Ferme de France), avant de devenir auditeur qualité (Groupe Flo, groupes Frères Blanc, Louis Le Duff, Fouquet's, Lucien Barrière, Compass Group, label "Restaurateurs de France" du ministère du Tourisme) et jury au Concours général agricole. Il crée cinq ateliers d'initiation à la dégustation du vin en Ile-de-France, et devient professeur de sommellerie, gastronomie et restauration à Marseille (CFA Corot), Versailles (IRMP-AVVEJ), Évry (Chambre de métiers), Meudon, Paris (Synhorcat, École hôtelière de Paris Jean Drouant, et lycée Belliard) puis à Blois. Il est chargé de mission à l'inspection d'apprentissage de l'Académie de Paris, jury de table au concours Meilleur ouvrier de France et jury au concours de Professeur de lycée professionnel du Ministère de l'Éducation nationale. 
À partir de 2009, il collabore à l'inscription du Repas gastronomique des Français au patrimoine de l'humanité. De 2005 à 2010, il est administrateur de l'office du tourisme du Val de Luynes et membre de la commission de restauration scolaire. En 2008, il est affecté à l'Université de Tours, chargé de mission scientifique pour l'IEHCA, responsable des Rencontres François Rabelais, et de l'unique formation universitaire sur le patrimoine fromager. En 2010, il devient le commissaire général du salon du livre Festin d'auteurs, et membre du comité de pilotage du Mondial du fromage et des produits laitiers, et du Vinopôle Val de Loire. Il est également expert au Haut Conseil de l'évaluation de la recherche et de l'enseignement supérieur. Depuis 2018, il est membre de la Délégation générale à la langue française et aux langues de France du Ministère de la Culture. 
Il est docteur en Sciences de l’information et de la communication de l’Université de Bourgogne et qualifié Maître de conférences, et est membre des équipes de recherche Sensoriel, Sensible, Symbolique à Dijon, et Pratiques et ressources de l'information et des médiations à Tours. Ses travaux traitent des représentations et de l'empirisme du sujet gastronomique,,, comme de l'imaginaire et du relativisme de la qualité alimentaire. Depuis 2023, il est responsable de l'université ouverte des sciences gastronomiques au sein de la Villa Rabelais - Maison des cultures gastronomiques.

## Publications

### Littérature
- 2024 : Chemins de tables, Ramsay (maison d'édition)  (ISBN 978-2-81220-509-5)

### Essais
- 2008 : La Gastronomie du produit à l'assiette, Éditions Alan Sutton (ISBN 978-2-84910-731-7)[21]
- 2009 : Alimentation Bio - Manger et boire bio, Éditions Eyrolles (ISBN 2212542518)
- 2010 : Gastronomie, petite philosophie du plaisir et du goût, collection Réflexions (im)pertinentes, Éditions Bréal (ISBN 978-2-749-50994-5) (Épuisé)[22]
- 2010 : Clamecy – Événements fêtes et vie quotidienne, collection Mémoire en images", Éditions Alan Sutton (ISBN 9782813802484)[23].
- 2011 : Gastronomie-Gastrosophie-Gastronomisme, Éditions l'Harmattan, collection Questions contemporaines (ISBN 978-2-296-55197-8)[24],[25]
- 2011 : Un Ministère de la gastronomie ! Pourquoi pas ?, Éditions l'Harmattan, collection Questions contemporaines (ISBN 978-2-735-22068-7)
- 2012 : Manifeste du savoir-manger - Pour que nos enfants sachent se nourrir, Éditions Praelego  (ISBN 978-2-8131-0183-9) (Épuisé)
- 2012 : Suis-je ce que je mange ? Le Temps qu'il fait (éditions), collection Littérature  (ISBN 978-2-868-53588-7) (Épuisé)
- 2012 : La gastronomie autrefois, Éditions Sud Ouest (ISBN 978-2817702292)
- 2012 : Une cantine peut-elle être pédagogique ? Éditions l'Harmattan (ISBN 978-2-2969-6419-8)[26]
- 2012 : L'Aide alimentaire : colis de vivres et repas philanthropiques - Focus sur la Gigouillette, au profit des Restos du Cœur, L'Harmattan, collection travaux historiques (dir. Denis Rolland)  (ISBN 978-2-296-96776-2)
- 2014 : Hérédités alimentaires et identité gastronomique, L'Harmattan  (ISBN 978-2-343-02096-9)
- 2015 : (dir.) Des fromages et des hommes : Ethnographie pratique, culturelle et sociale du fromage, L’Harmattan  (ISBN 978-2-343-04925-0)
- (co-dir. avec Jean-Jacques Boutaud) Cuisine du futur et alimentation de demain, série Cuisine du futur et alimentation de demain, L’Harmattan, 2016  (ISBN 978-2-343-08567-8)
- 2016 : Bien-Manger et Manger Bon : Discours et transmission, L’Harmattan  (ISBN 978-2-343-09109-9)
- 2017 : (co-dir. avec Anne Parizot) Écrits et Discours culinaires : Quand les mots se mettent à table, L’Harmattan  (ISBN 978-2-343-09718-3)
- 2017 : (dir.) Les gestes culinaires : Mise en scène de savoir-faire, L’Harmattan   (ISBN 978-2-343-11085-1)
- 2017 : (co-dir. avec Thibaut de Saint Pol)[27] Les enjeux sociaux des cuisines du futur et alimentations de demain, série Cuisine du futur et alimentation de demain, L’Harmattan  (ISBN 978-2-343-13465-9)
- 2018 : Philosophie & Alimentation : la conscience de bien manger, collection Au-delà des apparences, Ovadia  (ISBN 978-2363922618)
- 2018 : (codir. avec Pascal Taranto) Futurophagie : Penser la cuisine de demain, série Cuisine du futur et alimentation de demain, L'Harmattan  (ISBN 978-2343147079)
- 2018 : (dir.) La cuisine a-t-elle un sexe ? Femmes - Hommes, mode d'emploi du genre en cuisine, L'Harmattan, 2018  (ISBN 978-2343158686)[28]
- 2020 : (codir. avec Sihem Debbabi-Missaoui), La cuisine du Maghreb, n’est-elle qu’une simple histoire de couscous ?[29],[30], L’Harmattan, coll. Questions alimentaires et gastronomiques  (ISBN 978-2343195476)
- 2020 : (codir. avec Philomène Bayet-Robert,), Le marketing culinaire et alimentaire face aux défis du XXIe siècle, L’Harmattan, série Cuisine du futur et alimentation de demain  (ISBN 978-2343191577)
- 2020 : (dir.) Identités alimentaires et héritages gastronomiques,  Paris, L’Harmattan, coll. Questions alimentaires et gastronomiques  (ISBN 978-2343222660)
- 2020 : (codir. avec S.Sonneville), Cuisine fantastique et alimentation de fiction, L’Harmattan, série Cuisine du futur et alimentation de demain  (ISBN 978-2343219417)
- 2021 : (dir.) La cuisine de demain vue par 50 chefs, L’Harmattan, série Cuisine du futur et alimentation de demain  (ISBN 978-2343238081)
- 2021 : (codir. avec Bruno Laurioux), Le modèle culinaire français, Presses universitaires François Rabelais  (ISBN 978-2869067905)
- 2022 : (codir. avec Jean-Jacques Boutaud), Passions dévorantes : De la gastronomie et de l’excès, Éditions le Manuscrit Savoirs, collection Addictions  (ISBN 978-2304052893)
- 2022 : (dir.) Découvrir le vin par les sens, L’Harmattan, coll. Questions alimentaires et gastronomiques  (ISBN 978-2140278419)
- 2023 : (dir.) A la recherche de l’Orgasme gastronomique, L’Harmattan, coll. Questions alimentaires et gastronomiques  (ISBN 978-2-336-41206-1)
- 2024 : Petite philosophie de la gastronomie, Éditions Bréal-Groupe Studyrama,  (ISBN 978-2749556802)
- 2025 : Le mythe de la gastronomie : Une nourriture de l’esprit, Paris, L’Harmattan, coll. Questions alimentaires et gastronomiques,  (ISBN 978-2-336-53751-1)
- 2025 :  Manger, c'est penser : Une philosophie de l'alimentation, Paris, L’Harmattan, coll. Questions alimentaires et gastronomiques,  (ISBN 978-2-336-53386-5)

### Traités et dictionnaires
- 2008 :  Chronologie historique de la Gastronomie et de l'Alimentation , Éditions Du Temps  (ISBN 978-2-84274-432-8)[31],[32],[33],[34] (Épuisé)
- 2011 : Le petit dictionnaire énervé de la gastronomie[35], Éditions de l'opportun (ISBN 978-2-360-75048-1) (Épuisé)
- 2012 : Anthologie littéraire de la gastronomie à la Belle époque Éditions L&C
- 2013 : Histoire divertissante et curieuse de la gastronomie, Éditions Grancher (ISBN 978-2733912614)
- 2012 : Traité de la Gastronomie : Patrimoine et Culture, Éditions Sang de la Terre[36],  (ISBN 978-28698-5280-8)[37]
- 2013 : Traité du vin en France : Traditions et Terroir, Éditions Sang de la Terre  (ISBN 978-2-869-85310-2)
- 2014 : Traité du fromage en France : Caséologie, affinage et authenticité, Éditions Sang de la Terre  (ISBN 978-2869853225)
- 2015 : Le lexique culinaire Ferrandi : tout le vocabulaire de la cuisine et de la pâtisserie expliqué en 1.500 définitions, Éditions Hachette (ISBN 978-2011775993).
  - 2017 : traduction - version coréenne, traduite par Hyun Jeong Kang, collection Macaron Éditions Esoope, Séoul[38].
- 2015 : Dictionnaire du Bien Manger et des Modèles Culinaires, collection "les dictionnaires", Éditions Honoré Champion (ISBN 978-2745330581)[39],[40],[41]
- 2017 : Les classements des vins en France : classifications, distinctions, labellisations, L’Harmattan  (ISBN 978-2-343-10823-0).
- 2018 : Petit lexique pour comprendre la qualité alimentaire et les labels, Erick Bonnier  (ISBN 978-2367601373)
- 2020 : (co-dir avec Jean-Louis Yengué) Terroir viticole : espace et figure de qualité, collection Tables des Hommes, Presses universitaires François-Rabelais, université de Tours (ISBN 978-2869067318)
- 2020 : (dir.), Terminologies gastronomiques et œnologiques : Aspects patrimoniaux et culturels, L’Harmattan, coll. Questions alimentaires et gastronomiques  (ISBN 978-2343196107)
- 2023 : La caricature de la gastronomie : XVIIIe, XIXe, XXe siècles, les siècles de la comédie gourmande et de l’incarnation du comestible ridicule, L’Harmattan, 2023   (ISBN 978-2-14-049057-6)
- 2025 : (dir.), Souvenirs proustiens : Nouvelles gastronomiques, Paris, L’Harmattan, coll. Questions alimentaires et gastronomiques,  (ISBN 978-2-336-50317-2)

### Poésie
- 2010 : Drôles de drames, collectif, Éditions Codexlibris, 2010.  (ISBN 978-2916805054)
- 2012 : Poètes du vin, Poètes divins, préface de Jean-Robert Pitte, collection Écriture, Éditions Archipel (ISBN 978-2-35905-056-1)
- 2012 : Permission de servir Éditions L&C
- 2008 : Les poètes de la bonne chère, Anthologie de poésie gastronomique, collection Petite Vermillon, Éditions de la Table ronde (groupe Gallimard), 2008.  (ISBN 2710330733)[42],[43]
  - 2008 : adaptation audio, Les poètes de la bonne chère, DAISY (livre audio), Bibliothèque Numérique Francophone AccessibleB (ISBN 9782710330738)[44]
  - 2017 : réédition Les poètes de la bonne chère : nouvelle édition, collection Petite Vermillon, Éditions de la Table ronde (groupe Gallimard), 2017.  (ISBN 978-2710385547)[45]

### Livres-jeu
- 2007 : Le Petit Quiz du vin, Éditions Dunod (ISBN 2100508733)[46]
  - 2010 : réédition Le nouveau petit quiz du vin, Éditions Dunod (ISBN 978-2100540334)
  - 2009 : traduction – version japonaise, éditions Sakuhin Sha (Tokyo)  (ISBN 978-4861822223)
- 2007 : Le Grand QCM du vin, Éditions Dunod (ISBN 2100511467)
  - 2009 : traduction – version japonaise, éditions Sakuhin Sha (Tokyo)  (ISBN 978-4861822261) (OCLC 676481906)
- 2008 : Le Grand Quiz du fromage, Éditions Lanore Delagrave, (Groupe Flammarion)  (ISBN 2862684058)
- 2008 : Le Grand Quiz de la bière, Éditions Lanore Delagrave, (Groupe Flammarion)  (ISBN 2862684066)
- 2009 : QG 500, le quiz de la gastronomie –Testez votre quotient culinaire, Éditions Menu Fretin  (ISBN 978 2917 008072)[47]
- 2011 : La Touraine en questions, coauteur avec Patrick Prieur, Éditions Alan Sutton (ISBN 978-2813803603)
- 2011 : Pommard ou Pomerol ?, Éditions Dunod (ISBN 978-4861822261)
- 2011 : Montmartre en questions - Patrimoine et gastronomie, coauteur avec Loïc Bienassis, Éditions Alan Sutton (ISBN 978-2813804969)
- 2011 : La boîte à Quiz spéciale Cuisine - Testez votre quotient culinaire, Éditions Marabout (ISBN 978-2501070041)
- 2012 : Le Quiz des boissons - Connaissez ce que vous buvez !, Éditions L&C
- 2014 : Almaniak Tout sur le vin en 365 jours 2015, Éditions 365  (ISBN 978-2351555835)
  - 2019 : réédition 2020  (ISBN 978-2377611669)
  - 2024 : réédition Premium 2025  (ISBN 978-2383825142)

### Guides pratiques
- 2008 : Les critiques aux fourneaux, au profit des Restos du Cœur, collectif, Éditions 4 chemins  (ISBN 2847841830)
- 2008 : Œnologie et crus des vins, Éditions Jérôme Villette  (ISBN 978-2-86547-080-8)
  - 2010 : adaptation audio Œnologie & crus des vins, (durée 12h20) Éditions Groupement des Intellectuels Aveugles ou Amblyopes (GIAA) – DAISY (livre audio)[48]
- 2012 : A table avec Jules Verne et Philéas Fogg - tour du monde en 80 recettes, éditions Agnès Vienot  (ISBN 978-2-3532-6151-2) (épuisé)
- 2017 : Choisir son vin ! Super facile !, Éditions Solar (ISBN 978-2263152238)

### Scénarios
- 1997 : Auteur d'une adaptation théâtrale Bacchus pour la compagnie "Les Planches de Sèvres"[49].
- 2000 : Projet de création d’un jeu télévisé pour Gourmet TV
- 2005 :  Auteur de scenario pour projet d'émission, avec Goldenproduction et France 3 Régions
- 2011 : Auteur de textes et questions d’épreuves pour la Saison 2 de MasterChef sur TF1[50]

### Ouvrages scolaires
- 2006 : Aide-mémoire de la gastronomie en France, Éditions BPI (ISBN 978-2857084235)[51]
- 2008 : Technologie de service version élève, Éditions Bertrand Lacoste  (ISBN 9782735220670)
- 2008 : Technologie de service version enseignant, Éditions Bertrand Lacoste  (ISBN 9782735220687)
- 2008 : Technologie culinaire version élève, Éditions Bertrand Lacoste  (ISBN 9782735220731) (épuisé)
- 2008 : Technologie culinaire version enseignant, Éditions Bertrand Lacoste (épuisé)
- 2008 : Le kit pédagogique du professeur professionnel, éditions Eyrolles (ISBN 978-2-212-54163-2)
- 2017 : (dir.) Enseigner l'alimentation, un projet de société : Les Enseignements pratiques interdisciplinaires, L’Harmattan  (ISBN 978-2343121475)
- 2022 : Transmettre la connaissance du vin à l’avenir, L’Harmattan   (ISBN 978-2140334276)

### Bande-dessinée
- 2024 : Il était une fois la gastronomie : une histoire de l'art culinaire, avec Bernard Deyries, Mike et Daisy Sadler, Delcourt (maison d'édition)  (ISBN 978-2-413-04393-5)

### Collaborations à organes d'éditions
- Responsable des publications  Gusto (2008-2009) et Les cahiers des Rencontres François Rabelais;
- Membre comité éditorial des Presses universitaires François Rabelais et des Cahiers de la gastronomie (Prix littéraire Gastronomie-culture 2010);
- Membre du comité scientifique de Food geography (2009-2011);
- Collaborateur à Food & History, Revue scientifique européenne, Éditions Brepols;
- Directeur de collection : collection Gastronomie et art culinaire (Éditions du Temps 2006-2010), collection Questions alimentaires et gastronomiques (Éd. L'Harmattan), et série Cuisine du futur et alimentation de demain (L'Harmattan).

## Médias
Kilien Stengel intervient régulièrement dans les médias radios entre autres avec Radio France, France bleu,, RCF, Radio Campus France, et en télévision entre autres :
- Depuis 1997 :  De nombreuses conférences sur la gastronomie[76]
- 2024 : Expert pour France culture sur "Le musée du fromage"[77]
- 2023 : Animateur de l'évènement "Les influenceurs de la gastronomie"[78]
- 2023 : Animateur de l'évènement "Boire et manger avec les morts", Les Rendez-vous de l'histoire[79]
- 2023 : Expert pour l'émission Succulent ! Le Vol-au-vent sur France 3[80],[81]
- 2019 : CoProducteur du court-métrage Cellule familiale, réalisé par Vladimir Lifschutz et Julien Reneaut
- 2019 : Invité à TV des chefs
- 2019 : Expert pour l'émission Les Bonnes choses sur France culture, présenté par Caroline Broué[82]
- 2019 : Expert pour l'émission Très très bon sur Paris Première, présenté par François-Régis Gaudry
- 2018 : Expert pour l'émission Un jour, un destin : Serge Gainsbourg sur France 2[83]
- 2014 : Expert pour l'émission De l'art et du cochon, aux côtés de Georges Blanc sur Arte[84]
- 2013 : Chroniqueur pour l'émission Comment ça va bien !, aux côtés de Benoît Chaigneau sur France 2
- 2012 : Expert pour l'émission Les fromages, quel fromage !- Le Blogueur sur Arte[85]
- 2012 : Expert dans les émissions Le Meilleur pâtissier saison 1, sur M6
- 2011- 2014 : Chroniqueur pour les émissions Tout sur un plateau sur TV Tours[86]
- 2011-2012 : Animateur d'une vingtaine de Minute Facile pour 100 % Mag sur M6[87]
- 2011: Invité principal de Ma vie est une aventure présenté par Stéphanie Loire, janvier 2011, sur France 3 Limousin Poitou-Charentes[88],[87]
- 2010 : Expert dans le documentaire La Revanche des pâtissiers de Philippe Boé, sur France 5[89]
- 2009 : Animateur d'une rubrique quotidienne "Culture et histoire gastronomique" sur France Bleu
- 2008 : Invité de Rencontre du 19-20, du 19 octobre 2008, sur France 3 Paris Île-de-France Centre
- 2008 : Invité de La Bonne étape, du 7 octobre 2008, sur TV Tours
- 2008 : Invité de Zappez plus net, du 4 octobre 2008 sur France 3 Bourgogne Franche-Comté
- 2005 : Animateur d'une chronique « à table ! L’émission où il y a à boire et à manger » sur RFL101
- 2000 : Finaliste à un jeu télévisé de culture générale 100 % Question sur France 5
- 1997: Figurant pour des annonces sur Contact TV
- 1996 à 2000 : Comédien au théâtre de Sèvres Espace Loisirs dans La Salle à manger de A. R. Gurney, Un bain de ménage de Georges Feydeau, Les Femmes savantes de Molière.
- 1994 : Enregistrement et diffusion d'une chanson
- 1993 : Figurant dans une publicité pour Relais & Châteaux et American Express

## Prix et distinctions

### Prix littéraires
- 2023 : Gourmand World Cookbook Awards , catégorie "Wine Education" pour Transmettre la connaissance du vin à l’avenir
- 2022 : Gourmand World Cookbook Awards , catégorie "Future food 21st century" pour La cuisine de demain vue par 50 étoiles d’aujourd’hui
- 2021 : Gourmand World Cookbook Awards, catégorie "Food Heritage & UNESCO" pour Identités alimentaires et héritages gastronomiques
- 2020 : Gourmand World Cookbook Awards, catégorie "Afrique du nord" pour La Cuisine du Maghreb n’est elle qu’une simple histoire de couscous ?[90].
- 2020 : Gourmand World Cookbook Awards, catégorie "Pour professionnel" pour Le marketing culinaire et alimentaire face aux défis du XXIe siècle[91].
- 2018 : Concours international littéraire Prix Arts et Lettres de France, catégorie Essai.
- 2018 : Gourmand World Cookbook Awards, catégorie Host country pour l'ouvrage collectif Gastronomie au cœur de la Cité (dirigé par J-J. Boutaud, C. Hugol-Gential, S. Dufour)(Editions universitaires de Dijon)
- 2018 : Gourmand World Cookbook Awards, catégorie Livres pour professionnels pour Les gestes culinaires : Mise en scène de savoir-faire(ed. L'Harmattan)
- 2017 : Gourmand World Cookbook Awards, catégorie Health and Nutrition pour Bien-Manger et Manger Bon : Discours et transmission (ed. L'Harmattan)[92].
- 2015 : Gourmand World Cookbook Awards, catégorie Best French Cuisine Book pour Lexique culinaire Ferrandi (ed. Hachette)[93].
- 2015 : Gourmand World Cookbook Awards, catégorie Best Cheese – Milk  Book pour Des fromages et des hommes (ed. L'Harmattan)
- 2014 : Prix Montesquieu, catégorie Littérature pour Poètes du vin Poètes divins[94].
- 2014 : Nomination au prix Jean Carmet, salon du livre et du vin de Saumur, pour Traité du vin (Sang de la terre)
- 2013 : Gourmand World Cookbook Awards, catégorie Littérature gastronomique pour Histoire divertissante et curieuse de la Gastronomie (ed. Grancher)[95].
- 2013 : Grand prix Académie nationale de cuisine, catégorie Cuisine du monde pour A table avec Jules Verne - Le tour du monde de Phileas Fogg en 80 recettes (ed. Vienot)[96].
- 2012 : Gourmand World Cookbook Awards, catégorie Cuisine Française pour Le Traité de la gastronomie française (ed. Sang de la terre)[97],[98]
- 2010 : Gourmand World Cookbook Awards pour Le Grand Quiz de la bière (éd. Delagrave)[99]
- 2009 : Gourmand World Cookbook Awards pour l'ouvrage Les critiques aux fourneaux (ed.Quatre Chemins), avec l'Association professionnelle des chroniqueurs et informateurs de la gastronomie et du vin[99]
- 2009 : Gourmand World Cookbook Awards pour Chronologie de la gastronomie et de l'alimentation (ed. du temps)[99]
- 2008 : Prix spécial du jury de l'Académie nationale de cuisine pour Œnologie et crus des vins[100],
- 2008 : Mention spéciale du jury du Salon international du livre gourmand, à Périgueux, pour l'ouvrage collectif Les critiques aux Fourneaux (éd. Quatre Chemins)[101].

### Distinctions professionnelles et corporatives
- 2020 : Classé dans les 60 comptes food à suivre sur twitter[102] par le site Stripfood[103]
- 2012 : Mérite culinaire Prosper Montagné
- 1997 : Finaliste national Coupe Georges Baptiste
- Chevalier de la Gigouillette
- Chevalier de la Commanderie du Fromage de Sainte-maure-de-touraine
- Membre de la Société des gens de lettres
- Membre Société scientifique et artistique
- Académicien Académie nationale de cuisine
- Membre de l'Association des disciples d'Escoffier international

### Décorations
- Chevalier de l'ordre du Mérite agricole par arrêté du 15 juillet 2015 du ministre de l'agriculture et l'agroalimentaire Stéphane Le Foll, remis par la députée européenne Angélique Delahaye
- Officier de l'ordre du Mérite agricole par arrêté du 31 janvier 2021 du ministre de l'agriculture et l'alimentation Julien Denormandie

### Dictionnaires et Ouvrages
- Jean-Baptiste Baronian, ‘’Dictionnaire des auteurs gastronomes’’, Flammarion, 2022[104]
- Alan Davidson, ‘’The Oxford Companion to Food’’, Oxford University Press, 2014, p.341]
- Régis Carisey (direction),« STENGEL, Kilien », ‘’Gastronomiac’’, Infomaniac, Genève[105]
- Marc de Champérard et Alain Bauer, ‘’Gastroménologie : pour une phénoménologie du goût’’, ed. Guide Champérard, 2015, p.132-133

### Articles
- Portrait, « Cuisine des chefs pour tous : Plaisir de faire plaisir », Magazine ‘’Cuisine & Santé’’, n °4, mai 1998
- Portrait par Camille Labro, M, le magazine du Monde, 24 avril 2021[106]
- "Tout se finit toujours par un bon gueuleton", par Paule Masson et Pierre Duquesne, 20 décembre 2010, L'Humanité
- Portrait : "Refaire le monde autour de la table",  Revue Le Zéphyr #7, 2020
- Portrait : "Ces poètes qui chantent l’ail, le melon ou le gigot", par Jérôme Estèbe, La Tribune de Genève, 2017

### Entretiens
- Entretien avec Carole Ly "Dans la jungle des labels", Les petits plats de Laurent Mariotte, n° 12, septembre 2023, p. 50-53.
- Interview par David Abiker sur Europe 1, le 16/08/2011